# Jan Minczakowski
Jan Minczakowski (ur. 16 października 1893 w Zagrobeli, zm. 26 kwietnia 1949 w Siedlcach) – major piechoty Wojska Polskiego.

## Życiorys
Urodził się 16 października 1893 we wsi Zagrobela, w ówczesnym powiecie tarnopolskim Królestwa Galicji i Lodomerii, w rodzinie Michała i Marii. Był starszym bratem Władysława (ur. 11 września 1895), żołnierza Legionów Polskich, porucznika piechoty rezerwy Wojska Polskiego, kawalera Krzyża Niepodległości (pośmiertnie 16 marca 1933) i Krzyża Walecznych (dwukrotnie) oraz Antona (ur. 20 czerwca 1900), pracownika pocztowego, i prawdopodobnie Mieczysława Tadeusza (1913–1940), podporucznika piechoty Wojska Polskiego, zamordowanego w Charkowie.
W czasie I wojny światowej walczył w szeregach cesarskiej i królewskiej Armii. Jego oddziałem macierzystym był c. i k. Pułk Piechoty Nr 30. Na stopnień podporucznika został mianowany ze starszeństwem z 1 listopada 1917 w korpusie oficerów rezerwy piechoty.
Po przyjęciu do Wojska Polskiego został przydzielony do 35 Pułku Piechoty. W jego szeregach walczył na wojnie z bolszewikami jako dowódca 2. kompanii karabinów maszynowych. 23 lipca 1920 wyróżnił się w bitwie o Grodno. Za ten czyn 29 października 1920 dowódca 35 pp, podpułkownik Wiktor Wielkopolanin-Nowakowski sporządził wniosek na odznaczenie porucznika Minczakowskiego Orderem Virtuti Militari. 19 maja 1924 ten sam dowódca pułku sporządził drugi wniosek, lecz tako samo jak poprzedni nie został pozytywnie rozpatrzony.
Po zakończeniu działań wojennych kontynuował służbę w 35 pp, który stacjonował w Łukowie, a od września 1925 w Brześciu nad Bugiem. 3 maja 1922 został zweryfikowany w stopniu kapitana ze starszeństwem z 1 czerwca 1919 i 982. lokatą w korpusie oficerów piechoty. W maju 1924 dowodził 3. kompanią karabinów maszynowych. 12 kwietnia 1927 został mianowany na stopień majora ze starszeństwem z 1 stycznia 1927 i 84. lokatą w korpusie oficerów piechoty. W maju tego roku został wyznaczony na stanowisko dowódcy III batalionu, ale w następnym miesiącu przesunięty na stanowisko kwatermistrza, a w marcu 1931 przesunięty na stanowisko dowódcy batalionu. W czerwcu 1934 został przeniesiony do 16 Pułku Piechoty w Tarnowie na stanowisko kwatermistrza. W lipcu 1935 został zwolniony z zajmowanego stanowiska i oddany do dyspozycji dowódcy Okręgu Korpusu Nr V, a następnie przeniesiony w stan spoczynku. Od października 1936 był członkiem Zarządu Związku Rezerwistów w Siedlcach. W marcu 1938 został wybrany sekretarzem Zarządu obwodu powiatowego Ligi Obrony Powietrznej i Przeciwgazowej w Siedlcach.
Zmarł 26 kwietnia 1949, w wieku 55 lat. Pochowany na cmentarzu Centralnym (stara część) w Siedlcach (sektor 30-1-5).

## Ordery i odznaczenia
- Krzyż Walecznych[26][27]
- Srebrny Medal Waleczności 1 klasy[28]
- Srebrny Medal Waleczności 2 klasy[28]